# Franz Gruber-Gleichenberg

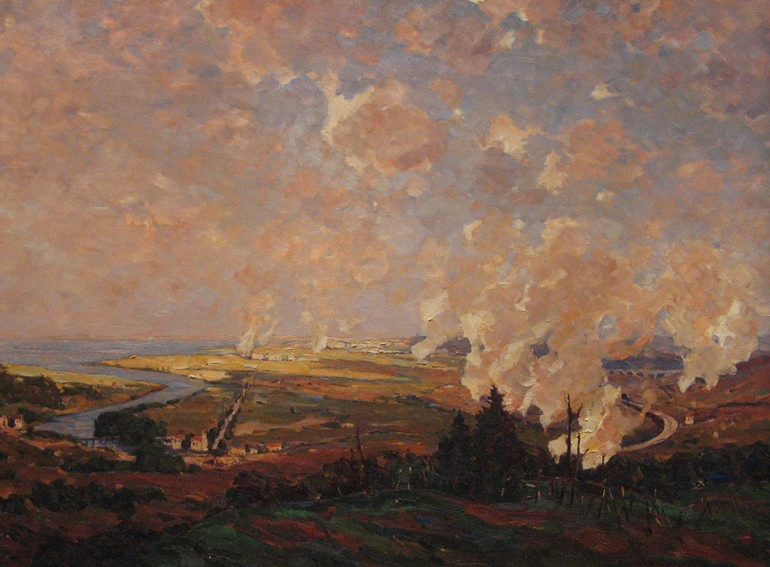
Das Vorfeld der Hermada während der 11. Isonzoschlacht (HGM).

Franz Gruber-Gleichenberg (* 10. Juni 1886 in Bad Gleichenberg; † 16. August 1940 ebenda) war ein österreichischer Landschafts-, Stillleben- und Porträtmaler.

## Leben
Gruber-Gleichenberg war ursprünglich Lehrer, bildete sich jedoch nebenberuflich an der Landeskunstschule in Graz aus und studierte in weiterer Folge an der Staatlichen Akademie der Bildenden Künste  in Karlsruhe sowie an der Münchner Akademie und in Dachau unter Ludwig Dill. Studienreisen führten ihn nach Deutschland, Italien, Dalmatien und Korsika. Ab 1917 war er Mitglied der Genossenschaft bildender Künstler in Wien, ab 1926 führte er den nach seinem Geburtsort gebildeten Doppelnamen.
Als der Erste Weltkrieg ausbrach, hielt sich Gruber-Gleichenberg in Belgien auf. Er kehrte nach Graz zurück und rückte als Einjährig-Freiwilliger im Herbst 1916 an die Isonzofront zum Infanterieregiment Nr. 47 ein. Die Kämpfe des Regiments und dessen Soldaten, die Auszeichnungen erhielten, hielt er in mehreren Aquarellen und Zeichnungen fest. Das Regiment stand bis Kriegsende an der Front und so machte der Künstler 1918 auch den Durchbruch zum Piave mit. 1917 wurde er zum Landsturm-Feldwebel befördert und erhielt die Bronzene Tapferkeitsmedaille. Sein Regiment hielt bis in die letzten Oktobertage des Jahres 1918 die stark umkämpften Stellungen auf dem Monte Asolone (Brenta-Gruppe).
Gruber-Gleichenberg suchte nie um Aufnahme als Kriegsmaler ins k.u.k. Kriegspressequartier an, er arbeitete direkt an der Kampffront gleichsam als "Regimentsmaler". Von den über 100 Landschaftsbildern und mehr als 80 Porträts dienten viele zur Bebilderung der Regimentsgeschichte. Anlässlich der 250-Jahr-Feier von dessen Errichtung erschien 1932 eine Publikation.
Grubers künstlerisches Hauptinteresse galt der Landschaft, ihrer Veränderung durch die Jahreszeiten und deren klimatischen Prägungen, so jener der heimatlichen Gegend um den Kurort Gleichenberg oder in den Motiven im Grazer Feld. Aber auch die Stadt Graz hielt er mehrmals malerisch fest. Seine Landschaftsbetrachtungen auf seinen zahlreichen Reisen durch Österreich, Deutschland, Italien (Chioggia), Dalmatien (Split), Ungarn, Frankreich oder Korsika hielt er in zahlreichen Ölbildern und Aquarellen fest. In den letzten Lebensjahren zog es ihn an die Ostsee. Stralsund und Hiddensee besuchte er 1937. Sein künstlerisches Interesse galt aber auch der steirischen und salzburgischen Gebirgslandschaft.
Nur in Ausnahmefällen, wie im Fall von privaten Aufträgen für Kinderporträts, widmete sich Gruber-Gleichenberg dem menschlichen Bildnis. Ein weiteres Aufgabengebiet bildete für ihn ab Ende 1930 das Industriebild.

## Anerkennungen
- 1918 Silberne Medaille der Stadt Graz
- 1986 Gedenkstein im Kurpark in Bad Gleichenberg
- 1924 Österreichischer Staatspreis
- 1926 Goldmedaille der Stadt Graz

## Werke (Auswahl)
- Das Vorfeld der Hermada während der 11. Isonzoschlacht (August 1917). Öl auf Leinwand, 83 × 109,5 cm, Heeresgeschichtliches Museum Wien.

## Illustrationen
- 70 Aquarelle und Zeichnungen. In: Ludwig Freiherr von Vogelsang: Das steirische Infanterieregiment Nr. 47 in Weltkrieg. Zum 250. Errichtungsjahr des Regimentes. mit 70 Aquarelle und Zeichnungen des akademischen Malers Franz Gruber-Gleichenberg, mit Originalphotographien und 50 Gefechtsskizzen von Generalmajor d. R. Maximilian Traunsteiner von Trauhorst, Leykam, Graz 1932, 800 Seiten.

## Ausstellungen
- 1979 Trink und Wandelhalle der Kuranstalt in Bad Gleichenberg, Einführungsvortrag Wilfried Skreiner
- 1979 Neue Galerie Graz
- 1998 Galerie St. Leonhard in Graz